# Åby, Mölndal

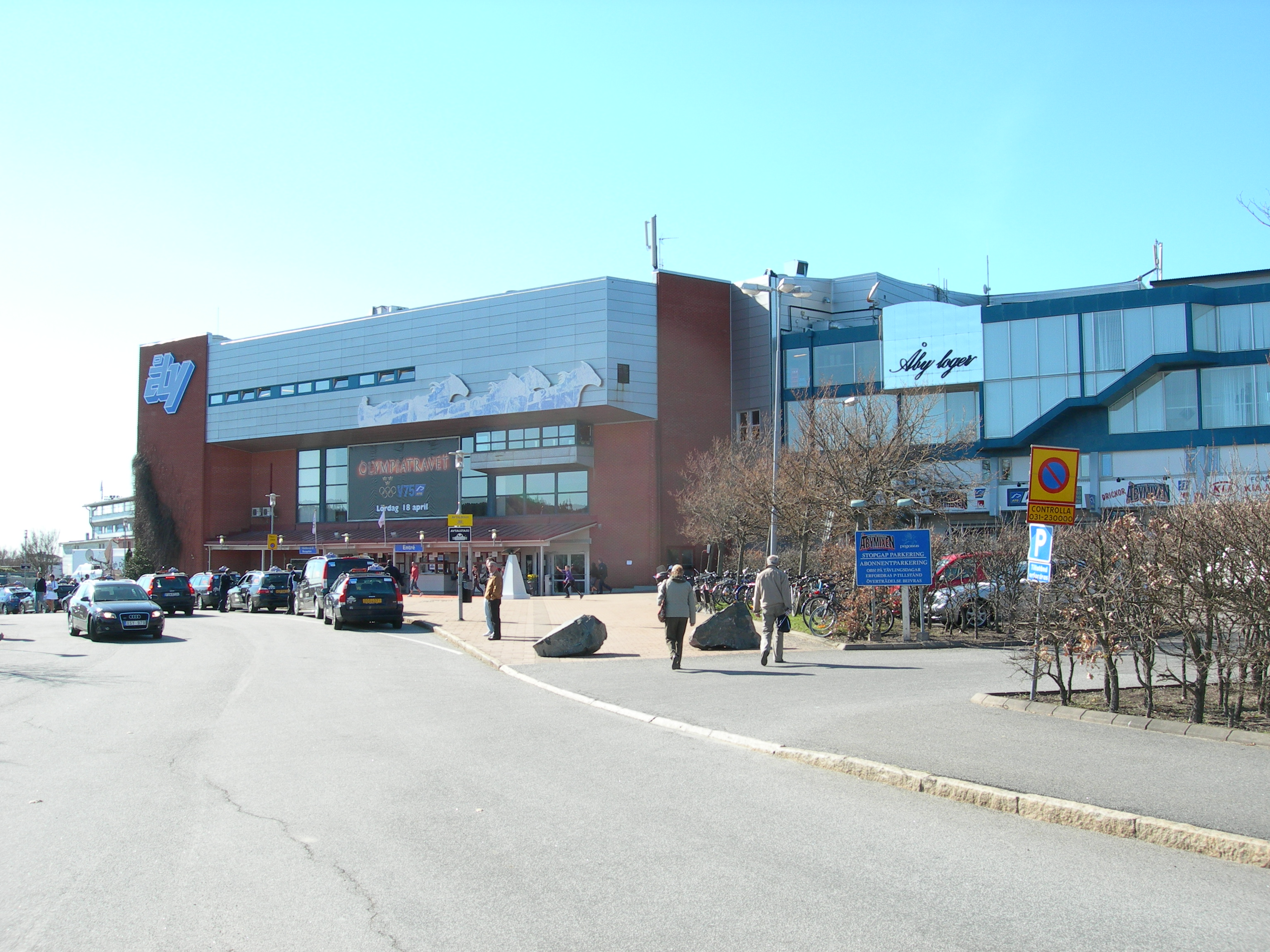
Åbytravet

Åby är en stadsdel i östra delen av kommundelen Västra Mölndal (motsvarande Fässbergs distrikt) i Västra Götalands län. Området ligger norr om Söderleden och väster om E6. Stadsdelen består mest av flerbostadshus, men även radhus och villor. Åby ligger strax sydväst om Mölndals Centrum med affärskvarter, järnvägsstation, kommunhus och Folkets Hus. 
Sveriges näst största travbana ligger i Åby, Åbytravet. Det finns även en näridrottsplats inne i Åby mitt emellan Broslättskolan och Åbyskolan med olika planer. Det finns också ett fritidscentrum i Åby som består av bland annat ett tiotal fotbollsplaner, badmintonhall, friidrottsarena, bandybana och simhall med upplevelsebad (äventyrsbad).

## Etymologi
Namnet kommer av byn Åby, byn vid ån (Mölndalsån). Namnformerna har varit: Aby (1491); Ååby (1567) och Åby (1881). De tidigaste gårdarna var: Kronogården; Mellangården; Norgården; Sörgården; Västergården; Frälsegården; Skomakaregården och Hökejorden.   